# Фрейха, Элисса
Элисса Фрейха (араб. إليسا فريحة‎; 1989/1990 г.р.) — эмиратско-ливано-американская предпринимательница, инвестор, исполнительный продюсер и активистка-феминистка. Она основательница Womena, медиа-компании, ориентированной на женщин, которая стремится вдохновлять на реальные изменения с помощью публикации историй и цифрового контента. Womena была запущена в 2014 году как сеть бизнес-ангелов, целью которой было расширение экономических прав и возможностей женщин путем обучения их венчурным инвестициям на ранних стадиях и облегчения процесса инвестирования женщинами-ангелами новых стартапов в странах Ближнего Востока и Северной Африки. Однако в 2018 году Фрейха направила бизнес в сторону большего влияния на женщин региона и переосмыслила Womena как платформу для историй, которой она является сегодня. В 2018 году Фрейха и Womena запустили Womentum, технический акселератор и сериал документальных фильмов для стартапов, возглавляемых женщинами на Ближнем Востоке.
Фрейха получила множество наград за свою работу в экосистеме стартапов ближневосточного региона, в том числе «Предприниматель года» и «Инвестор года». Она часто упоминается различными изданиями как одна из «самых влиятельных деловых женщин Ближнего Востока» и «влиятельных арабов моложе 40 лет».
В июле 2021 года Фрейха была назначена членом правления Дубайской палаты цифровой экономики.

## Биография
Фрейха — внучка Саида Фрейхи, предпринимателя, основавшего издательство Dar Assayad. Она выросла в основном в Париже, где её отец, Бассам Фрейха, работал в ЮНЕСКО. Фрейха получила степень бакалавра в области глобальных коммуникаций в Американском университете в Париже и впоследствии работала в пекарне, а затем, после окончания учёбы — в PR-фирме Flash Entertainment в Абу-Даби. Фрейха познакомилась с соучредительницей Womena Шанталь Дюмонсо во время учёбы в Американском университете в Париже в 2008 году. По состоянию на 2017 год около 40 бизнес-ангелов, связанных с Womena, вложили более 2 миллионов дирхамов ОАЭ в семь стартапов в Объединённых Арабских Эмиратах, среди них есть инвесторы из Цюриха и Нью-Йорка. В 2015 году Фрейха была включена в список 100 женщин Би-би-си. Кроме того, Forbes назвал её одним из «Вдохновляющих бизнес-лидеров ОАЭ». В 2019 году Элисса была удостоена награды «Предприниматель года» журнала One Young World.